# Воденица Добрила Ивковића у Малом Лаолу
Воденица Добрила Ивковића у Малом Лаолу у општини Петровац на Млави, подигнута је крајем 19. века и представља непокретно културно добро као споменик културе.

## Изглед воденице
Основа воденице је у облику ћириличног слова „Г”, димензија 12,46x7.70x2,80 м. Унутрашњи простор се састоји од воденице и воденичке собе која је дозидана 1963. године. Темељи воденице су од камена, a воденичке собе од бетона. Зидови су бондручне конструкције, a испуна зидова је од храстових талпи, док је воденичка соба зидана опеком и није малтерисана. Кров је сложен, a кровни покривач је ћерамида.
У воденици се налазе четири воденичка камена са потребним механизмом за млевење. Воденички каменови су постављени у низу, један поред другог до јужног зида воденице. Истовремено када и воденица до саме воденичке бране, а на око 20 м јужно од воденице, саграђена је и воденичка штала.
Воденица припада развијеном типу објеката ове врсте, јер се првобитно у њој налазило шест воденичких каменова и као таква представљала једну од највећих воденица у овом крају.
Воденица је данас препокривена савременим црепом и у добром је стању.